# Starlight (canção de Taeyeon)
"Starlight" é uma canção da cantora sul-coreana Taeyeon com a participação do cantor Dean. Seu lançamento ocorreu em 25 de junho de 2016 pela SM Entertainment, como o primeiro single do segundo extended play (EP) de Taeyeon intitulado Why (2016). A canção é composta por Lee Seu-ran da Jam Factory juntamente com Jamil "Digi" Chammas, Taylor Mckall, Tay Jasper, Adrian McKinnon, Leven Kali, Sara Forsberg e MZMC. Musicalmente, é pertencente aos gêneros pop e R&B e apresenta sintetizadores em sua instrumentação. Liricamente, "Starlight" detalha um relacionamento romântico.
"Starlight" recebeu análises positivas dos críticos de música, que foram favoráveis ao estilo musical do single e a participação de Dean. A canção atingiu a posição de número cinco na sul-coreana Gaon Digital Chart e de número seis na estadunidense Billboard World Digital Songs.

## Antecedentes e composição

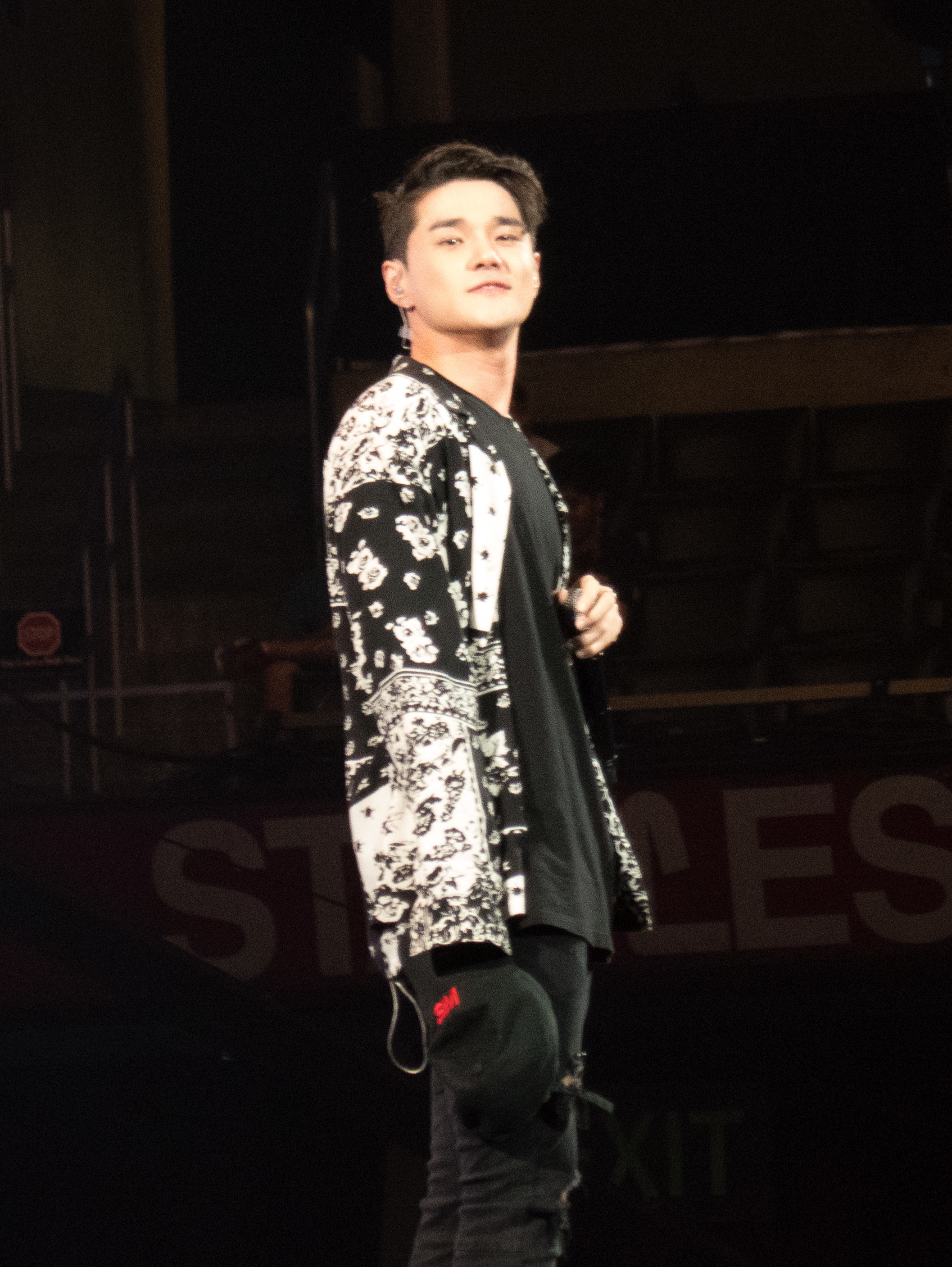
O cantor de R&B alternativo Dean realiza uma participação em "Starlight".

Após o lançamento no ano anterior de seu primeiro EP I e do single "Rain" em fevereiro de 2016 para a plataforma de música digital da SM Entertainment, a SM Station, Taeyeon conseguiu conquistar uma popularidade consolidada com ambos materiais obtendo sucesso comercial. Em 17 de junho de 2016, foi anunciado que seu segundo EP de nome Why seria lançado em 28 de junho do mesmo ano. Também foi anunciado que "Starlight", uma colaboração com o cantor de R&B alternativo Dean, seria lançado como o primeiro single do EP em 25 de junho.
"Starlight" é uma canção de andamento médio, pertencente aos gêneros pop retrô e R&B dos anos noventa, que apresenta sintetizadores "brilhantes" em sua instrumentação. Para um escritor do Special Broadcasting Service, "Starlight" possui influências de R&B e EDM. Suas letras detalham um relacionamento romântico, que incluem frases como: "Você é a minha luz das estrelas, brilhando no meu coração / Quando estou com você, parece que estou sonhando o dia todo / Você é a minha luz das estrelas, fico tão feliz / Seu amor é como um presente".

## Promoção
Taeyeon embarcou em uma série de concertos intitulados Butterfly Kiss. Os concertos ocorreram em Seul, no Olympic Park, de 9 a 10 de julho de 2016, e em Busan, no KBS Hall, de 6 a 7 de agosto de 2016. "Starlight" foi incluída no setlist do concerto, que consistiu em 22 canções no total.

## Recepção

### Crítica profissional
"Starlight" recebeu análises positivas dos críticos de música em geral, que destacaram os seus estilos musicais. Jung So-young da publicação sul-coreana Osen, descreveu a canção como tendo um sentimento "agradável".

### Reconhecimento
| Programa   | Emissora | Data               | Ref.   |
| ---------- | -------- | ------------------ | ------ |
| Music Bank | KBS      | 8 de julho de 2016 | [ 13 ] |

## Vídeo musical
O vídeo musical de "Starlight" foi dirigido por Im Seong-gwan e foi lançado simultaneamente com o lançamento da canção. A produção foi inteiramente filmada em Los Angeles, Estados Unidos. Suas cenas retratam Taeyeon e Dean se encontrando e tornando-se um casal amoroso.

## Desempenho nas paradas musicais
"Starlight" estreou na posição de número onze na Coreia do Sul pela Gaon Digital Chart, referente a semana de 19 a 25 de junho de 2016, na semana seguinte, atingiu seu pico de número cinco. Nas tabelas componentes da Gaon, a canção estreou em seu pico de número sete pela Gaon Download Chart ao obter vendas de 114,813 downloads digitais pagos, permanecendo em número sete por duas semanas consecutivas, além disso, ainda na semana referente a 19 a 25 de junho de 2016, "Starlight" estreou em número 46 na Gaon Streaming Chart com 1,197,216 streams, na semana seguinte, subiu para seu pico de número oito ao adquirir 3,435,224 streams. Pela Billboard World Digital Songs nos Estados Unidos, "Starlight" posicionou-se em número seis na semana referente a 16 de julho de 2016.